# Éloge
Pour les articles homonymes, voir Éloge (homonymie).
 (mai 2024).
L'éloge (masculin du latin elogium, avec l'influence du grec εὐλογία — qui a donné le mot eulogie) est un genre littéraire hérité de l'Antiquité, où il est très présent, qui consiste à vanter les mérites d'un individu ou d'une institution. Il s'agit d'un discours public ou donné comme tel, destiné à l'édification commune ; à cette fin, il recourt à l'exploitation des ressources du discours épidictique héritées de la rhétorique classique.
Il existe plusieurs sortes d'éloges :
- éloge panégyrique : discours public célébrant les vertus d'une personne célèbre ;
- éloge dithyrambe : poème élogieux, enthousiaste ;
- éloge paradoxal : célébration d'une personne ou d'une chose insignifiante, inutile, nocive, socialement disqualifiée ;
- éloge funèbre : éloge à la mémoire d'une personne disparue ;
- blason : genre poétique, célébrant ou faisant l'éloge de la beauté corporelle et physique d'un être ou d'un objet.

## Quelques procédés utilisés
L'éloge a recours au procédé rhétorique de l'amplification qui utilise différentes figures de style ou tournures grammaticales comme :
- Le superlatif pour décrire l'extrême (autrement dit le haut degré) des qualités de la personne dont on fait les louanges :

  « le plus beau d'entre tous »
- L'hyperbole (= une figure de rhétorique) pour amplifier et exagérer (une qualité par exemple) :

  « femme ayant la taille d'un sablier »
ou « beauté qui foudroie »
- L'anaphore (répétition d'un mot ou groupe nominal en début de phrase) et la répétition pour renforcer l'affirmation de l'auteur et insister sur le mot ou le groupe nominal répété :

  « Ma femme … Ma femme … » ou « … intelligente ... intelligente … »
- L'énumération et accumulation des qualités pour montrer le grand nombre, le foisonnement des qualités (car avoir beaucoup de qualités est aussi une qualité) :

  « il est gentil, mature, sensible, beau, fort,… »
ou « elle a de beaux cheveux roux, des yeux magnifiques, un nez sublime … »
- Le champ lexical mélioratif (qualifications laudatives) pour sublimer la chose ou l'être que l'on loue :

  « bouche pareille à la rose … sa couleur, sublime, fait honte au rubis … sa beauté est précieuse … »
- Les comparaisons et métaphores pour permettre au lecteur de s'imaginer l'objet de l'éloge, ces deux procédés donnent donc une image parfaite de cette chose ou personne :

  « Femme noire … fruit mûr à la chair ferme … gazelle aux attaches célestes … les perles qui sont étoiles sur la nuit de ta peau … »

## Textes qui se rapportent au genre de l'éloge
- Lucien de Samosate, Éloge du parasite et Éloge de la patrie (IIe siècle)
- Érasme, Éloge de la folie paru en 1509 (le titre a recours à un paradoxe entre l'éloge et la folie)
- Clément Marot, Blason du beau tétin paru en 1535.
- Léopold Sédar Senghor, Chants d'ombre paru en 1945.
- André Malraux, Oraison funèbre de Jean Moulin (à l'occasion du transfert des cendres de ce dernier au Panthéon, 1964).
- Stéphanie Hochet, Éloge du chat paru chez Léo Scheer 2014

#### Sources anciennes
- Aristote (trad. du grec ancien), Rhétorique in Œuvres complètes (Pierre Pellegrin (dir.)), Paris, Éditions Flammarion, 2014, 2923 p. (ISBN 978-2-081-27316-0)
- (fr) Émile Chambry, Émeline Marquis, Alain Billault et Dominique Goust (trad. du grec ancien par Émile Chambry), Lucien de Samosate : Œuvres complètes, Paris, Éditions Robert Laffont, coll. « Bouquins », 2015, 1248 p. (ISBN 978-2-221-10902-1)

#### Études
- Laurent Pernot, La rhétorique de l'éloge dans le monde gréco-romain, Paris, Institut des Études augustiniennes, 1993, 2 vol., 879 p.